# Partecipanti alla Classica di San Sebastián 2025
Elenco dei partecipanti alla Classica di San Sebastián 2025.
La Classica di San Sebastián 2025 è stata la quarantaquattresima edizione della corsa. Alla competizione presero parte 24 squadre: le 19 con licenza UCI World Tour 2025 e 5 UCI ProTeam.
Ciascuna delle squadre è composta da sette ciclisti, per un totale di 168 accreditati alla partenza.

## Corridori per squadra
Nota: R ritirato, NP non partito, FT fuori tempo, SQ squalificato
| Tudor Pro Cycling Team | Tudor Pro Cycling Team | Tudor Pro Cycling Team | UAE Team Emirates XRG   | UAE Team Emirates XRG   | UAE Team Emirates XRG   | Decathlon AG2R La Mondiale | Decathlon AG2R La Mondiale | Decathlon AG2R La Mondiale |
| ---------------------- | ---------------------- | ---------------------- | ----------------------- | ----------------------- | ----------------------- | -------------------------- | -------------------------- | -------------------------- |
| N°                     | Ciclista               | Clas.                  | N°                      | Ciclista                | Clas.                   | N°                         | Ciclista                   | Clas.                      |
| 1                      | Marc Hirschi           | 25°                    | 11                      | Igor Arrieta            | 65°                     | 21                         | Léo Bisiaux                | 14°                        |
| 2                      | Fabian Weiss           | 88°                    | 12                      | Juan Ayuso              | 39°                     | 22                         | Aurélien Paret-Peintre     | R                          |
| 3                      | Roland Thalmann        | R                      | 13                      | Jan Christen            | 2°                      | 23                         | Nans Peters                | 82°                        |
| 4                      | Mathys Rondel          | 64°                    | 14                      | Alessandro Covi         | R                       | 24                         | Nicolas Prodhomme          | 16°                        |
| 5                      | Lawrence Warbasse      | 53°                    | 15                      | Isaac Del Toro          | 5°                      | 25                         | Sander De Pestel           | 56°                        |
| 6                      | Lucas Eriksson         | R                      | 16                      | Domen Novak             | R                       | 26                         | Jordan Labrosse            | 72°                        |
| 7                      | Florian Stork          | 47°                    | 17                      | Jay Vine                | R                       | 27                         | Dries De Bondt             | R                          |
| Soudal Quick-Step      | Soudal Quick-Step      | Soudal Quick-Step      | Lidl-Trek               | Lidl-Trek               | Lidl-Trek               | Red Bull-Bora-Hansgrohe    | Red Bull-Bora-Hansgrohe    | Red Bull-Bora-Hansgrohe    |
| N°                     | Ciclista               | Clas.                  | N°                      | Ciclista                | Clas.                   | N°                         | Ciclista                   | Clas.                      |
| 31                     | Gianmarco Garofoli     | 37°                    | 41                      | Julien Bernard          | 30°                     | 51                         | Giovanni Aleotti           | 24°                        |
| 32                     | Antoine Huby           | 44°                    | 42                      | Giulio Ciccone          | 1°                      | 52                         | Nico Denz                  | R                          |
| 33                     | Gil Gelders            | 92°                    | 43                      | A. Gebreigzabhier       | 69°                     | 53                         | Giulio Pellizzari          | R                          |
| 34                     | Pieter Serry           | R                      | 44                      | Juan Pedro López        | R                       | 54                         | Primož Roglič              | 22°                        |
| 35                     | William Junior Lecerf  | 79°                    | 45                      | Toms Skujiņš            | 43°                     | 55                         | Matteo Sobrero             | 63°                        |
| 36                     | Mauri Vansevenant      | 55°                    | 46                      | Quinn Simmons           | R                       | 56                         | Maxim Van Gils             | 3°                         |
| 37                     | Louis Vervaeke         | R                      | 47                      | Carlos Verona           | 98°                     | 57                         | Ben Zwiehoff               | 61°                        |
| Equipo Kern Pharma     | Equipo Kern Pharma     | Equipo Kern Pharma     | Caja Rural-Seguros RGA  | Caja Rural-Seguros RGA  | Caja Rural-Seguros RGA  | Movistar Team              | Movistar Team              | Movistar Team              |
| N°                     | Ciclista               | Clas.                  | N°                      | Ciclista                | Clas.                   | N°                         | Ciclista                   | Clas.                      |
| 61                     | Urko Berrade           | 20°                    | 71                      | Sebastian Berwick       | 28°                     | 81                         | Jefferson Cepeda           | 73°                        |
| 62                     | Diego Uriarte          | R                      | 72                      | Julen Arriola-Bengoa    | R                       | 82                         | Pablo Castrillo            | 35°                        |
| 63                     | Unai Iribar            | 31°                    | 73                      | Samuel García           | 86°                     | 83                         | Jorge Arcas                | R                          |
| 64                     | Iván Cobo              | R                      | 74                      | Abner González          | R                       | 84                         | Antonio Pedrero            | 78°                        |
| 65                     | Jorge Gutiérrez        | 27°                    | 75                      | Joseba López            | R                       | 85                         | Michel Hessmann            | R                          |
| 66                     | Ibon Ruiz              | 91°                    | 76                      | Gorka Sorarrain         | R                       | 86                         | Gregor Mühlberger          | R                          |
| 67                     | Mats Wenzel            | 77°                    | 77                      | Tyler Stites            | R                       | 87                         | Nairo Quintana             | R                          |
| EF Education-EasyPost  | EF Education-EasyPost  | EF Education-EasyPost  | Team Visma-Lease a Bike | Team Visma-Lease a Bike | Team Visma-Lease a Bike | Cofidis                    | Cofidis                    | Cofidis                    |
| N°                     | Ciclista               | Clas.                  | N°                      | Ciclista                | Clas.                   | N°                         | Ciclista                   | Clas.                      |
| 91                     | Neilson Powless        | 6°                     | 101                     | Tiesj Benoot            | 4°                      | 111                        | Alex Aranburu              | 23°                        |
| 92                     | James Shaw             | 26°                    | 102                     | Attila Valter           | 57°                     | 112                        | Sergio Samitier            | 59°                        |
| 93                     | Alexander Cepeda       | 85°                    | 103                     | Tijmen Graat            | 36°                     | 113                        | Simon Carr                 | 21°                        |
| 94                     | Lukas Nerurkar         | 17°                    | 104                     | Menno Huising           | 75°                     | 114                        | Valentin Ferron            | R                          |
| 95                     | Rui Costa              | 62°                    | 105                     | Jørgen Nordhagen        | 33°                     | 115                        | Jesús Herrada              | R                          |
| 96                     | Samuele Battistella    | 80°                    | 106                     | Julien Vermote          | R                       | 116                        | Ion Izagirre               | 99°                        |
| 97                     | Harry Sweeny           | 41°                    | 107                     | Cian Uijtdebroeks       | 9°                      | 117                        | Jonathan Lastra            | 66°                        |
| XDS Astana Team        | XDS Astana Team        | XDS Astana Team        | Intermarché-Wanty       | Intermarché-Wanty       | Intermarché-Wanty       | Team Picnic PostNL         | Team Picnic PostNL         | Team Picnic PostNL         |
| N°                     | Ciclista               | Clas.                  | N°                      | Ciclista                | Clas.                   | N°                         | Ciclista                   | Clas.                      |
| 121                    | Anthon Charmig         | 18°                    | 131                     | Gerben Kuypers          | R                       | 141                        | Oscar Onley                | 13°                        |
| 122                    | Nicola Conci           | 46°                    | 132                     | Kevin Colleoni          | 60°                     | 142                        | Frank van den Broek        | 84°                        |
| 123                    | Anton Kuzmin           | R                      | 133                     | Alexy Faure Prost       | R                       | 143                        | Romain Combaud             | R                          |
| 124                    | Harold Martín López    | R                      | 134                     | Louis Meintjes          | R                       | 144                        | Alexander Edmondson        | R                          |
| 125                    | Christian Scaroni      | 8°                     | 135                     | Simone Petilli          | 96°                     | 145                        | Enzo Leijnse               | R                          |
| 126                    | Darren van Bekkum      | R                      | 136                     | Lorenzo Rota            | 45°                     | 146                        | Warren Barguil             | 42°                        |
| 127                    | Simone Velasco         | 58°                    | 137                     | Dion Smith              | R                       | 147                        | Kevin Vermaerke            | 51°                        |
| Bahrain Victorious     | Bahrain Victorious     | Bahrain Victorious     | Euskaltel-Euskadi       | Euskaltel-Euskadi       | Euskaltel-Euskadi       | Arkéa-B&B Hotels           | Arkéa-B&B Hotels           | Arkéa-B&B Hotels           |
| N°                     | Ciclista               | Clas.                  | N°                      | Ciclista                | Clas.                   | N°                         | Ciclista                   | Clas.                      |
| 151                    | Pello Bilbao           | R                      | 161                     | Gotzon Martín           | R                       | 171                        | Ewen Costiou               | NP                         |
| 152                    | Damiano Caruso         | 70°                    | 162                     | Iker Mintegi            | R                       | 172                        | Anthony Delaplace          | R                          |
| 153                    | Lenny Martinez         | R                      | 163                     | Mikel Bizkarra          | R                       | 173                        | Élie Gesbert               | R                          |
| 154                    | Fran Miholjević        | R                      | 164                     | Louis Sutton            | R                       | 174                        | Victor Guernalec           | 83°                        |
| 155                    | Mathijs Paasschens     | R                      | 165                     | Jon Agirre              | 93°                     | 175                        | Laurens Huys               | 95°                        |
| 156                    | Antonio Tiberi         | 40°                    | 166                     | Txomin Juaristi         | 94°                     | 176                        | Martin Tjøtta              | 52°                        |
| 157                    | Edoardo Zambanini      | 81°                    | 167                     | Jokin Murguialday       | 67°                     | 177                        | Michel Ries                | R                          |
| Team Jayco AlUla       | Team Jayco AlUla       | Team Jayco AlUla       | Groupama-FDJ            | Groupama-FDJ            | Groupama-FDJ            | Alpecin-Deceuninck         | Alpecin-Deceuninck         | Alpecin-Deceuninck         |
| N°                     | Ciclista               | Clas.                  | N°                      | Ciclista                | Clas.                   | N°                         | Ciclista                   | Clas.                      |
| 181                    | Paul Double            | R                      | 191                     | Clément Braz Afonso     | 74°                     | 201                        | Tibor Del Grosso           | 87°                        |
| 182                    | Luke Durbridge         | R                      | 192                     | Kevin Geniets           | R                       | 202                        | Quinten Hermans            | 32°                        |
| 183                    | Chris Harper           | 34°                    | 193                     | Romain Grégoire         | 15°                     | 203                        | Jimmy Janssens             | R                          |
| 184                    | Alan Hatherly          | 97°                    | 194                     | Olivier Le Gac          | R                       | 204                        | Xandro Meurisse            | 10°                        |
| 185                    | Asbjørn Hellemose      | 29°                    | 195                     | Eddy Le Huitouze        | R                       | 205                        | Henri Uhlig                | R                          |
| 186                    | Luke Plapp             | 7°                     | 196                     | Rémy Rochas             | R                       | 206                        | Stan Van Tricht            | R                          |
| 187                    | Mauro Schmid           | 11°                    | 197                     | Brieuc Rolland          | 38°                     | 207                        | Emiel Verstrynge           | R                          |
| Ineos Grenadiers       | Ineos Grenadiers       | Ineos Grenadiers       | Uno-X Mobility          | Uno-X Mobility          | Uno-X Mobility          | Burgos-Burpellet-BH        | Burgos-Burpellet-BH        | Burgos-Burpellet-BH        |
| N°                     | Ciclista               | Clas.                  | N°                      | Ciclista                | Clas.                   | N°                         | Ciclista                   | Clas.                      |
| 211                    | Andrew August          | 71°                    | 221                     | Anders Johannessen      | R                       | 231                        | Mario Aparicio             | 54°                        |
| 212                    | Omar Fraile            | 90°                    | 222                     | Tobias Johannessen      | 49°                     | 232                        | José Luis Faura            | 68°                        |
| 213                    | Michał Kwiatkowski     | 89°                    | 223                     | Simon Dalby             | 102°                    | 233                        | Josh Burnett               | R                          |
| 214                    | Victor Langellotti     | 48°                    | 224                     | Jonas Hvideberg         | R                       | 234                        | Ander Okamika              | 50°                        |
| 215                    | Michael Leonard        | 100°                   | 225                     | Johannes Kulset         | 19°                     | 235                        | Sergio Chumil              | R                          |
| 216                    | Óscar Rodríguez        | 76°                    | 226                     | Andreas Kron            | 12°                     | 236                        | Merhawi Kudus              | R                          |
| 217                    | Ben Swift              | 101°                   | 227                     | Anders Skaarseth        | 103°                    | 237                        | Carlos García Pierna       | R                          |